# Дурвал да Силва, Северино дос Рамос
Дурвал, полное имя Северино дос Рамос Дурвал да Силва (порт. Severino dos Ramos Durval da Silva; родился 11 сентября 1980 года в Крус-ду-Эспириту-Санту, штат Параиба) — бразильский футболист, выступавший на позиции защитника.

## Биография
Дурвал — воспитанник молодёжной академии клуба «Конфьянса» из города Сапе. Карьеру во взрослом футболе он начал в команде «Унибол Пернамбуко», которая в 1999 году провела единственный в своей истории сезон в общебразильской Серии C и заняла 28-е место. Постепенно клуб опускался всё ниже по лигам, вылетев даже из высшей лиги чемпионата штата Пернамбуку и с 2002 года Дурвал стал выступать за «Ботафого» из штата Параиба. В 2004 году играл за «Бразильенсе».
Первым серьёзным клубом в карьере Дурвала стал «Атлетико Паранаэнсе». В 2005 году эта команда впервые в своей истории (и футбольной истории штата Парана) дошла до финала Кубка Либертадорес, где уступила «Сан-Паулу». В первой финальной игре Дурвал срезал мяч в собственные ворота при счёте 1:0 в пользу своей команды. Результат — 1:1, а во второй игре в Сан-Паулу хозяева разгромили «Атлетико» со счётом 4:0. Кроме того, с «Атлетико» футболист выиграл чемпионат штата Парана. Дурвал провёл в 2005 году 56 матчей, в которых, несмотря на игру в защите, сумел забить 6 голов.
В 2006—2009 годах Дурвал выступал за «Спорт» из Ресифи. На протяжении всех этих лет он неизменно выигравал первенство штата со своим клубом, а также завоевал Кубок Бразилии в 2008 году, причём в ходе турнира он сумел забить 3 гола, за что получил от болельщиков прозвище zagueiro artilheiro — «защитник-бомбардир». В первый же год пребывания в «Спорте» Дурвал помог команде вернуться в Серию A.
В декабре 2009 года Дурвал вёл переговоры о переходе в «Бенфику», однако в итоге защитник оказался в составе одного из самых титулованных бразильских клубов, «Сантосе». В новой команде Дурвал продолжил неизменно выигрывать чемпионаты штатов, теперь Лигу Паулисту, которая стоит в рейтинге КБФ на первом месте среди всех первенств штатов. Также в 2010 году защитник стал чемпионом Кубка Бразилии (будучи твёрдым игроком основы «Сантоса»), а в 2011 году помог «рыбам» впервые за 48 лет завоевать Кубок Либертадорес. При счёте 2:0 в ответном финальном матче (первая игра — 0:0) Дурвал забил свой второй автогол в финалах Кубка Либертадорес, срезав мяч в ворота Рафаэла. Однако «Пеньяроль» не сумел сравнять счёт и победа 2:1 принесла «Сантосу» очередной трофей.
Дурвал — обладатель уникального достижения. Он неизменно выигрывал чемпионаты штатов на протяжении 10 лет подряд, вне зависимости от того, за какую команду он выступал. С 2003 по 2012 год он выигрывал титулы в штатах Параиба, Парана, Пернамбуку, Сан-Паулу и в Федеральном округе. Серия прервалась в 2013 году, когда чемпионат штата Сан-Паулу выиграл «Коринтианс». В 2014 году Дурвал вернулся в «Спорт» и сразу же завоевал очередной титул чемпиона штата Пернамбуку.

## Достижения
- Чемпион штата Сан-Паулу (3): 2010, 2011, 2012
- Чемпион штата Пернамбуку (6): 2006, 2007, 2008, 2009, 2014, 2017
- Чемпион штата Парана (1): 2005
- Чемпион Федерального Округа Бразилии (1): 2004
- Чемпион штата Параиба (1): 2003
- Чемпион Кубка Бразилии (2): 2008, 2010
- Чемпион Бразилии в Серии B (1): 2004
- Обладатель Кубка Либертадорес (1): 2011
- Финалист Кубка Либертадорес (1): 2005
- Обладатель Рекопы Южной Америки (1): 2012